# Gonomyia (Leiponeura) subacus
Gonomyia (Leiponeura) subacus is een tweevleugelige uit de familie steltmuggen (Limoniidae). De soort komt voor in het Australaziatisch gebied.